# 不浄負け
不浄負け（ふじょうまけ）とは、相撲の取組中に廻しの前袋が外れて陰部が露出することであり、露出した側の力士が即座に反則負けとなる。

## 概要
相撲の勝敗を決定する要素の一つではあるが、「不浄負け」は通称であり、現在大相撲で82手が定められている決まり手には含まれず、また勇み足や腰砕けのような5種の勝負結果（非技）の中にもない。大相撲では日本相撲協会寄附行為施行細則附属規定の中の【勝負規定】第16条に基づき反則負けが記録される。
ただし、勝負が着いて行司が軍配を上げた後に露わになった場合はこの限りではなく、行司軍配に基づく勝敗が優先される。実際に明治期には、相手を土俵に転がすのとほぼ同時に前袋が外れた力士が行司軍配によりそのまま勝利した例がある（後述）。前例は不明であるが、制限時間前に露わになった場合も当該取組の勝敗には影響しない。
相手力士の前立褌を掴んだり、指を入れて引いたりして不浄負けにしようとする行為は禁じ手であり、行った力士は反則負けとなる。
また、負傷などの理由を除き、下半身の露出を防ぐために廻しの下に下帯などを着用することは認められていない。これはアマチュア相撲の国内大会でも同様である。
なお、同規定に基づく反則負けが適用される条件は「取組の途中に」「相手の故意以外の原因で」「前袋が外れて」「局部が露出する」ことであるため、単に廻しの結び目がほどけただけだったり、露出した箇所が臀部のみだったりした場合はこの限りではない。
通常、廻しは何重にも硬く締めているため、実際に起きることはほとんどない。また、取組中に廻しが緩んでいることが確認でき、勝負を止められる場合は、行司がいわゆる「廻し待った」をかけ、両力士に土俵上で組み合ったまま動きを止めさせ、その間に行司が締め直すことになっている。

## 実例
- 1917年（大正6年）5月13日 - 5月場所（本場所）中、十両男嶌—幕下友ノ山戦で発生。
  - ふとしたはずみで男嶌の前袋が外れ、性器を曝け出す事態となって反則負けになった。行司玉次郎が検査役（現在の勝負審判）に確認し、男嶌の負けとなった。翌日の新聞には、決まり手は「前はずれ」と記載された[3]。

- 2000年（平成12年）5月13日 - 5月場所（本場所）中の三段目の取組、朝ノ霧—千代白鵬戦で発生。
  - 朝ノ霧の廻しが外れて反則負けになった。戦後（第二次世界大戦後）唯一の例で、本場所に限れば83年ぶりの珍事であったため、日本国内だけでなく海外にも打電され、ニュースになった。翌5月14日発売の日刊スポーツ朝刊では、この不浄負けを東京地区スポーツ紙5紙の中で唯一1面で報道。「大相撲83年ぶり事件 モロ出し」と見出しを打った上で、審判委員たちの「見えてる見えてる」の叫びを赤明朝体文字で大きさを変えて載せるなど、この日の日刊スポーツの売切店が多数あったほど強烈なインパクトを残した[3][4]（こちらで当時の紙面を閲覧することが出来る）。
  - 廻しが解けた原因は、朝ノ霧が体重が落ちた時に緩々になってしまった廻しを切断して短めにしていたことであった。切断したのちに再び体重が増え、短くした廻しがギリギリの長さになっていた所を、千代白鵬に廻しを掴まれ、激しい力を加えられたために前袋が外れてしまったのである。廻しが落ちそうになった瞬間、朝ノ霧は咄嗟に千代白鵬の廻しを離して自分の廻しを手で押さえようとしたが手遅れであった[3]。土俵から遠い位置の観客にはなぜ勝負が止められたのか分からなかったが、審判長の鳴戸は「東方力士の前袋が落ちたので、西方力士の勝ちとします」と、陰部の露出に直接言及しない形で場内説明を行った[1]。朝ノ霧は取組後の取材に対して「恥ずかしい。（鳴戸審判長の場内説明も）恥ずかしくて聞こえませんでした」と語り、時津風理事長は「いくら公開ばやりでも、あんなもんは公開するもんじゃない」と困惑したとされる[3]。朝ノ霧は取組後、7メートルの新しい廻しを5600円で購入して部屋への帰途についた[4]。
  - この取組が行われたのは13時過ぎで、NHK BS2で生中継されていたが、幸いTVカメラの位置からは臀部が映ったのみであり、股間は審判や一部の観客に見えたのみであった[3]。
  - このニュースを海外に打電したロイター通信は、「スモウレスラー・アサノキリの『MANHOOD（男性自身）』が全国放送され、試合とともに品位も失った」「7、8メートルあるベルトを強く巻いたものであるマワシが外れ、リングサイドのベテランがルールに基づき直ちに負けを宣告した」と海外向けに説明した[3][4]。

なお、上記は本割の取組における実例であるが、それ以外にも締め込みに不慣れな番付外の力士により行われる前相撲では、1956年五月場所・1963年一月場所・1967年五月場所の3例があるという。

## 類似した事例
- 1912年（明治45年）春場所8日目、幕内の有明—八甲山戦では、互いにまわしをとってひねり合ううちに八甲山の前袋が外れてしまい、局部が丸出しになった。だが、その瞬間に有明が横転して軍配は八甲山に上がり、行司軍配が優先されて不浄負けとはならなかった。八甲山は股間を押さえた状態で、勝ち名乗りを受けた[3]。

- 1946年（昭和21年）4月某日、京都で行われた準場所幕内の不動岩—五ツ海戦において、取組中に五ツ海の前袋が外れてしまった。但し、反則により勝負が止められるより早く、五ツ海は両手で前を押さえながら自ら土俵を割った。このため、陰部の露出が原因で敗北したことには違いないが、決まり手は不動岩の寄り切り扱いとなった[3][注 4]。

- 1951年（昭和26年）1月場所2日目、十両の寿々木—松ノ音戦で、取組中に松ノ音の前袋が外れてしまったが、行司は反則負けと見て寿々木に軍配を挙げず、検査役からも物言いがつかなかった。松ノ音の廻しを締め直させた上、取り直しとなり、松ノ音が勝ち、寿々木が負けた。寿々木は不浄負けにしなかった措置に不満を抱いたという。

- 2009年3月場所12日目、幕内の取組において山本山が嘉風に送り出しで負けた際、嘉風に後ろ立褌を引っ張られ、後ろ立褌が緩んでほとんど外れてしまった[5][6]。TV中継でも山本山の尻の谷間が2秒ほど映像で流れ、館内はこの事態に笑い声や拍手に沸いた[5]。しかし、前褌は外れておらず、局部も露わとなっていなかったため、不浄負けとはならなかった。また嘉風の行為も動きの中での偶然によるものとして反則には問われなかった[5][注 5]。山本山は取組後の取材に対して「あれ、反則じゃないんですか?」「もう星とかどうでもいい」とぼやき[5]、翌日の取組後にもなお記者から水を向けられたため「完全、18禁でしょ。あそこ（後ろ立褌）は緩むんです」と反論した[7]。一方、白星を挙げた嘉風は「出し投げを打った瞬間、ヤバいと思った。モザイク入ったんじゃないですか?」と冗談を交えてコメントを残した[5]。

- 2017年3月場所千秋楽、三段目の翠富士一成（伊勢ヶ濱部屋） 対 西山優太郎（尾上部屋）の取組で西山の締込廻しの前垂れが土俵についてしまったのを見て、勝負審判の九重が物言いの手を挙げ、「不浄負け」とみなして翠富士の勝利とした[8][9]。しかし日本相撲協会の勝負規定には「前褌がはずれて落ちた場合は負け」とされるが、締込廻しの前垂れが落ちても負けではないと規定されており[注 6]、明らかな勝負審判の誤審であった。この取組を裁いた行司の式守友和[9]は翠富士に軍配を挙げてしまっていたために勝敗は取り消せずにそのまま翠富士の勝ちが確定したが、日本相撲協会は取組終了後に春日野広報部長が「審判の認識不足」と見解を表した上で、当該の一番を検査した審判5人に対して厳重注意を行った[8][9]。

- 2023年7月場所3日目の結びの照ノ富士ー翔猿戦で、翔猿の回しが一枚回しになり結び目も完全にほどけ、あわや回しが完全に外れそうになった。勝負は一枚回しで力を出しきれなかった照ノ富士を翔猿が寄り切りで勝利した。

## その他
- 上述朝ノ霧の事例のように「モロ出し」が不浄負けと同義の相撲用語としてメディア等にて用いられることもあるが、これは「もろ差し」をもじった俗称に過ぎず、日本相撲協会公認の相撲用語ではない。
- ファミリーコンピュータのゲームソフト『つっぱり大相撲』でも、取組中に出場力士の廻しが外れて勝負が付くことがあり、その際の決まり手をゲーム内で「もろだし」と表記していた。尚、同作品では他にも「ぶれえんばすたあ」や「すうぷれっくす」など、実際の大相撲にない決まり手が採用されていた。
- 2004年のNHK大河ドラマ『新選組!』（脚本：三谷幸喜）の中で、島田魁（演：照英）が相撲に参加してふんどし[注 7]  が切れるシーンが放送された。
- 永井豪作の漫画『イヤハヤ南友』ではスポーツ大会で相撲の試合に引っ張り出された小柄で非力な主人公が、これを狙う話が出てくる。素早く背後に回って瞬時に結び目をほどく、という手法であったために「五、前立褌をつかみ、また、横から指を入れて引くこと」という禁じ手の基準にも触れず、反則にならなかった。
- 逆鉾昭廣は入門前（高校在学中）に公式試合で不浄負けを記録したとされている[10]。